# Alberto Santelli
Alberto Santelli (Montevideo, Uruguay; 14 de junio de 1953) es un exfutbolista de Uruguay que jugaba en la posición de delantero.

## Carrera

### Club
| Periodo   | Club                              |
| --------- | --------------------------------- |
| 1973      | Central Español                   |
| 1974      | Peñarol                           |
| 1975-1979 | Defensor Sporting                 |
| 1978      | → Junior de Barranquilla (cedido) |
| 1979      | Junior de Barranquilla            |
| 1980-1982 | Independiente Santa Fe            |
| 1981      | → Peñarol (cedido)                |
| 1982      | Independiente Medellín            |
| 1983      | Liverpool de Montevideo           |
| 1983      | Defensor Sporting                 |
| 1984      | Deportivo Pereira                 |
| 1985      | CA Cerro                          |

### Selección nacional
Debutó con Uruguay el 12 de junio de 1975 en la victoria por 1-0 sobre Paraguay en Asunción por la Copa Artigas y su primer gol internacional lo anotó el 23 de enero de 1977 en la victoria por 2-1 sobre Paraguay en Montevideo por la Copa Artigas.
Su retiro internacional fue el 26 de septiembre de 1983 en el empate 2-2 ante Israel en un partido amistoso en Tel Aviv; donde totalizó 13 partidos internacionales, anotó dos goles y ganó la Copa América 1983.

## Logros

### Club
- Primera División de Uruguay (3): 1974, 1976, 1981

### Selección nacional
- Copa América (1): 1983